# Carl Einstein
Carl Einstein (Neuwied, 26 aprile 1885 – Pau, 3 luglio 1940) è stato uno storico dell'arte, scrittore, critico d'arte, attivista e anarchico tedesco, dipendente dal movimento espressionista, e di origine ebraica.

## Vita

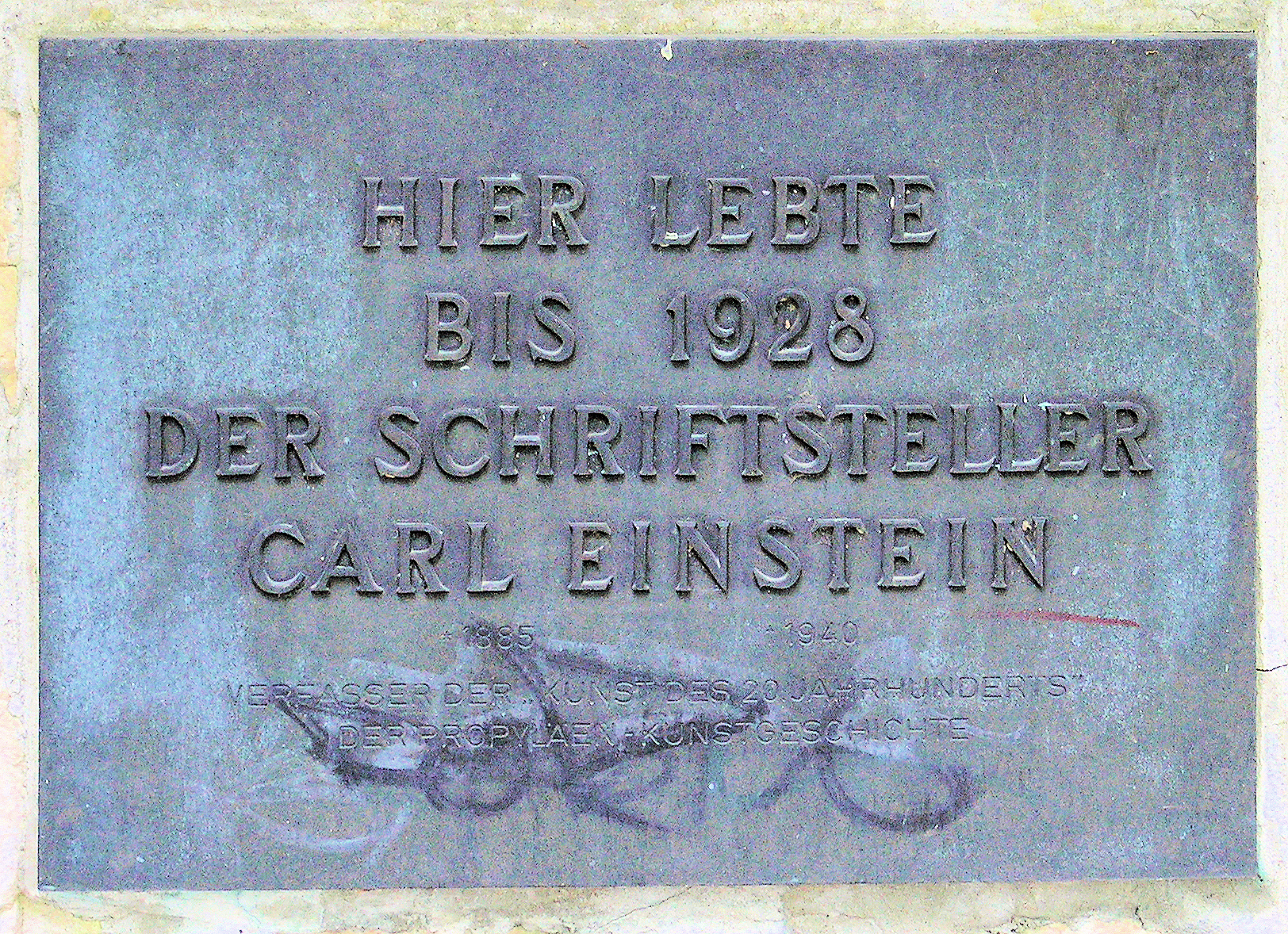
Lapide di Carl Einstein a Frohnau, Berlino

Amico di George Grosz, Georges Braque e Pablo Picasso, simpatizzante comunista e attivista anarchico, Carl Einstein, ha miscelato nei suoi scritti, delle considerazioni di carattere estetico e politico, interessandosi tanto allo sviluppo dell'arte moderna che della situazione politica dell'Europa. In effetti, è passato attraverso le guerre e le rivoluzioni che hanno scosso l'Europa nella prima metà del XX secolo: sensibile alle implicazioni sociali e politiche che ne sono seguite, si è coinvolto attivamente nel Consiglio rivoluzionario dei soldati di Bruxelles, e in misura minore, nella rivolta Spartachista di Berlino e, successivamente, nella Colonna Buenaventura Durruti dei combattenti anarchici coinvolti nella guerra civile spagnola. Einstein, a causa della sua origine ebraica, è stato anche direttamente interessato dalla violenta ondata di antisemitismo che coinvolse tutta Europa durante la sua esistenza.
Carl Einstein è stato un noto scrittore e critico d'arte, specialmente con il suo primo romanzo, Bébuquin o le dilettanti del miracolo, pubblicato nel 1912; oppure il suo libro La Scultura negra, pubblicato nel 1915, che ha fatto di lui il vero scopritore dell'arte africana in Europa e gli valse un invito a insegnare alla Bauhaus, che lui rifiutò; o la sua famosa pièce teatrale Die schlimme Botschaft nel 1921. Inoltre Einstein ha collaborato con molte riviste e progetti, tra cui la rivista Die Aktion di Franz Pfemfert e la famosa rivista Documents: Doctrine, Archéologie, Beaux-Arts, Ethnographie, in collaborazione con Georges Bataille.
A seguito di una campagna denigratoria condotta da estremisti di destra contro il suo Die schlimme Botschaft, che lo fece condannare per bestemmia nel 1922, Einstein lasciò volontariamente la Germania (allora sotto la Repubblica di Weimar) per installarsi soprattutto in Francia, pur facendo regolare incursioni nel suo paese fino all'arrivo al potere di Hitler nel 1933, il quale ha segnato il suo definitivo esilio.
Dal 1936 al 1938, Einstein aderì come combattente nella guerra di Spagna, in seno alle milizie operaie della centrale anarco-sindacalista CNT (farà l'elogio funebre di Durruti durante il suo funerale a Barcellona, nel 1936); dopodiché tornò in Francia, dove fu arrestato e imprigionato nel 1940, insieme ad altri immigrati tedeschi. Liberato nella primavera del 1940 in seguito al caos che regnava in Francia di fronte alla rapidità dell'invasione tedesca, fu preso prigioniero alla frontiera franco-spagnola e internato in un campo presso Pau, da cui riuscì a fuggire. Si suicidò il 3 luglio 1940 per sfuggire alla persecuzione nazista, buttandosi da un ponte sul fiume Gave de Pau, presso il Santuario Nostra Signora di Bétharram, dopo essere stato accolto un paio di giorni prima dai religiosi del santuario. Gli ultimi giorni della sua vita ci sono noti attraverso la relazione che il superiore del santuario, padre Dionigi Buzy, dovette rilasciare alla polizia. Einstein è sepolto nel vecchio cimitero situato ai piedi della chiesa di Coarraze, un paese situato tra Lestelle-Bétharram e Pau.

## Opere
- Bebuquin oder die Dilettanten des Wunders. Ein Roman, Berlino: Verlag der Wochenschrift, Die Aktion, 1912
- Neue Blätter, Berlino: Baron, 1912
- Wilhelm Lehmbrucks graphisches Werk, Berlino: Cassirer, 1913
- Negerplastik, Leipzig: Verlag der weißen Bücher, 1915
- Der unentwegte Platoniker, Leipzig: Wolff, 1918
- Afrikanische Plastik, Berlino: Wasmuth, 1921
- Die schlimme Botschaft, Berlino: Rowohlt, 1921
- Der frühere Japanische Holzschnitt, Berlino: Wasmuth, 1922
- Afrikanische Märchen und Legenden, a cura di Carl Einstein, Berlino: Rowohlt, 1925
- African Legends, First english edition, Berlino: Pandavia, 2021. ISBN 9783753155821
- Die Kunst des 20. Jahrhunderts, Berlino: Propyläen, 1926
- Entwurf einer Landschaft. Parigi: Kahnweiler, 1930.
- Giorgio di Chirico, Berlino: Galerie Flechtheim, 1930
- Die Kunst des XX. Jahrhunderts, Berlino: Propyläen, 1931
- Georges Braque, Parigi: Éditions des chroniques du jour, Londra: Zwemmer, New York: E. Weyhe, 1934
- Laurenz, oder Schweißfuß klagt gegen Pfurz in trüber Nacht, Berlino: Berliner Handpresse, 1971
- Werke, Berlino: Fannei & Walz, 1992-96
  - vol. 1: 1907-1918, a cura di Hermann Haarmann e Klaus Siebenhaar
  - vol. 2: 1919-1928, a cura di Marion Schmid
  - vol. 3: 1929-1940, a cura di Liliane Meffre
  - vol. 4: Texte aus dem Nachlass, a cura di Hermann Haarmann e Klaus Siebenhaar
  - vol. 5: Die Kunst des 20. Jahrhunderts a cura di Uwe Fleckner e Thomas W. Gaehtgens

## Traduzioni italiane
- Scultura africana, Roma: Edizioni di "Valori plastici", 1929
- Bebuquin o i dilettanti del miracolo, a cura di Teresina Zemella, Bari: De Donato, 1972
- Lo snob e altri saggi, a cura di Giusi Zanasi, Napoli: Guida, 1985 ISBN 88-7042-703-X
- Bebuquin o i dilettanti del miracolo, a cura di Marzia Mascelli, Roma: Le nubi, 2006 ISBN 88-89616-14-8
- Scultura negra, a cura di Ezio Bassani e Jean-Louis Paudrat, trad. di Carlo Ludovico Ragghianti, Milano: Abscondita, 2009 ISBN 978-8884162014
- Scritti sull'arte: Documents 1929-1930, a cura di Fiorella Bassan e Matteo Spadoni, Milano-Udine: Mimesis, 2015 ISBN 978-8857524689
- La cattiva novella, Mantova: Chersi libri, 2017
- Picasso e il Cubismo, Madrid: Casimiro libri, 2018 ISBN 978-8416868766